# Meurthe-et-Moselle
A Meurthe-et-Moselle (IPA: [ˈmœʁte mɔˈzɛl]) megyét 1871. szeptember 7-én hozták létre Meurthe és Moselle megyék azon részeiből, melyeket a frankfurti békeszerződés Franciaországnál hagyott.

## Elhelyezkedése
Franciaország északkeleti részén terül el, Grand Est régió (2015 végéig Lotaringia régió) része. A 
megyét északon Luxembourg (Belgium) és Luxembourg körzet, északkeleten a Moselle, délkeleten a Bas-Rhin, délen a Vosges, nyugaton a Meuse megyék határolják.

## Települések
A megye legnagyobb városai 2011-ben:

| Település            | Népesség (fő, 2011) |
| -------------------- | ------------------- |
| Nancy                | 105 382             |
| Vandœuvre-lès-Nancy  | 30 974              |
| Lunéville            | 19 740              |
| Toul                 | 15 693              |
| Laxou                | 14 812              |
| Pont-à-Mousson       | 14 505              |
| Longwy               | 14 420              |
| Villers-lès-Nancy    | 14 341              |
| Dombasle-sur-Meurthe | 10 028              |
| Saint-Max            | 9 930               |